# Седиментогенні води
Седиментогенні води (рос. седиментогенные воды, англ. sedimentogenetic water, connate water, нім. sedimentogenetisches Wasser n) – води, що не були атмосферними опадами протягом довгого часу (у геологічному вимірі). Іноді їх називають викопними, похованими або реліктовими. Знаходяться під землею з часу осадонакопичення. С.в., які мають один вік з вмісними породами, називають сингенетичними водами. Майже всі С.в. є таласогенними (залучені разом з морськими відкладами), тільки деякі з них – метеогенні (залучені разом з відкладами прісноводних озер). 